# Donaldson International Airways
Donaldson International Airlines è stata una compagnia aerea charter britannica attiva dal 1968 al 1974.

## Storia
La Donaldson International Airways (nome commerciale di Donaldson Line (Air Services) Limited) è stata costituita nel 1968 per fornire tour inclusivi e voli charter per la Mercury Air Holidays di Glasgow. La compagnia aerea prese in consegna due Bristol Britannia quadrimotore iniziando i voli dalle sue basi all'aeroporto di Londra Gatwick e all'aeroporto di Glasgow.
Con l'espansione degli affari, la compagnia aerea acquistò altri due Britannia. Questi aerei venivano operati anche da altri importanti aeroporti del Regno Unito, tra cui Manchester.

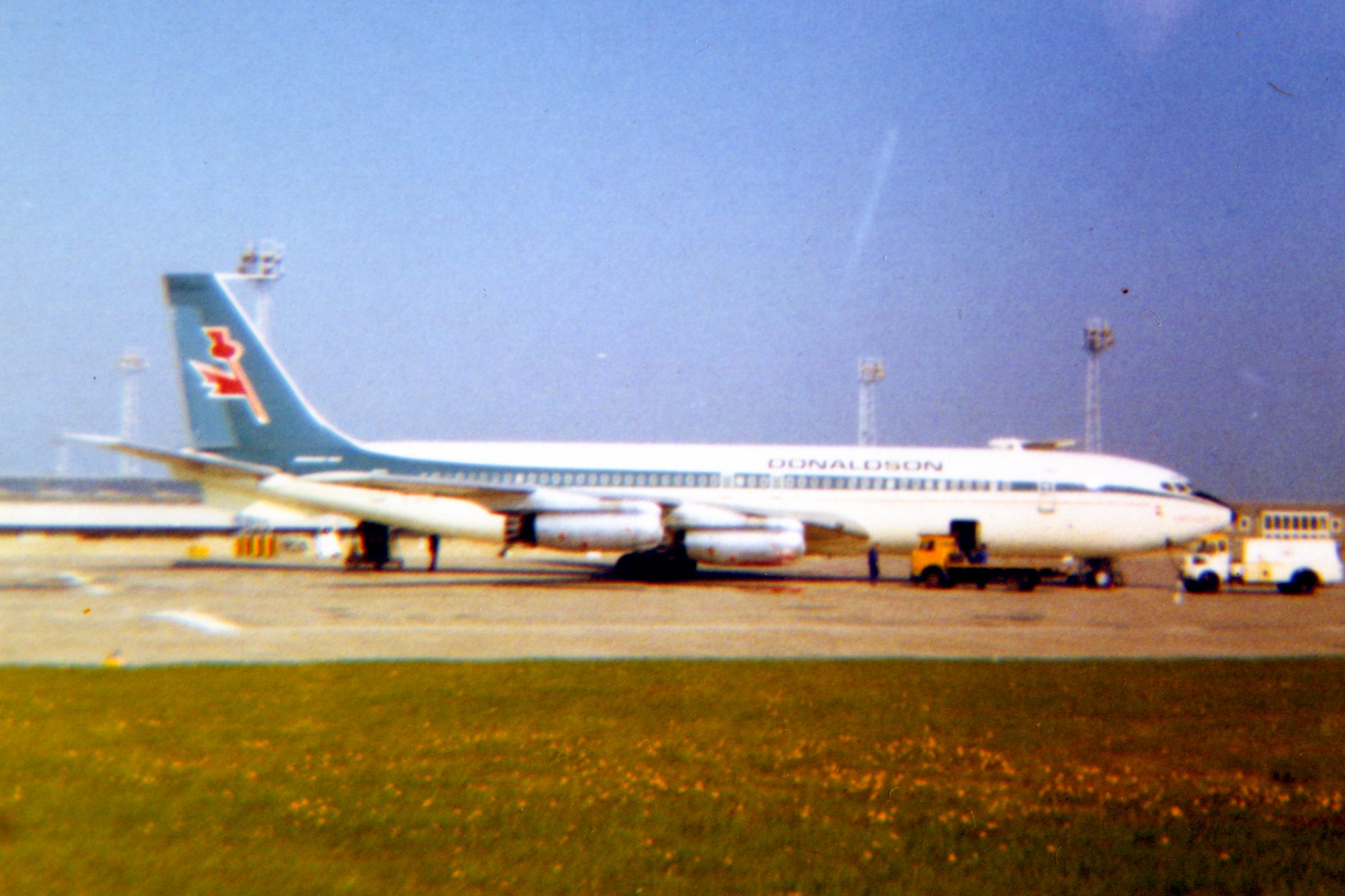
Un Boeing 707 di Donaldson International all'aeroporto di Prestwick, Scozia.

La Donaldson Airways iniziò a volare attraverso il Nord Atlantico con la consegna di due Boeing 707 nel 1971. Altri due 707 furono ottenuti nel 1972 ed i Britannia sono stati venduti.
Tre dei 707 erano dotati di un portellone da carico per consentire alla compagnia aerea di operare sia voli charter passeggeri che voli merci. Un 707 fu utilizzato in configurazione all-cargo durante il 1973 e il 1974. La Donaldson prese parte all'evacuazione dei rifugiati ugandesi durante l'espulsione degli asiatici dall'Uganda nel 1972, volando con un Boeing 707 all'aeroporto di Londra Gatwick e all'aeroporto di Londra Stansted.
Nel maggio 1974 la compagnia aerea operò servizi per conto di Iraqi Airways, ma tutti i voli cessarono l'8 agosto 1974 e i Boeing 707 furono recuperati dalla Pan American World Airways.

## Flotta
- 3 Boeing 707-321
- 2 Bristol Britannia 312F
- 2 Bristol Britannia 317